# Hananías

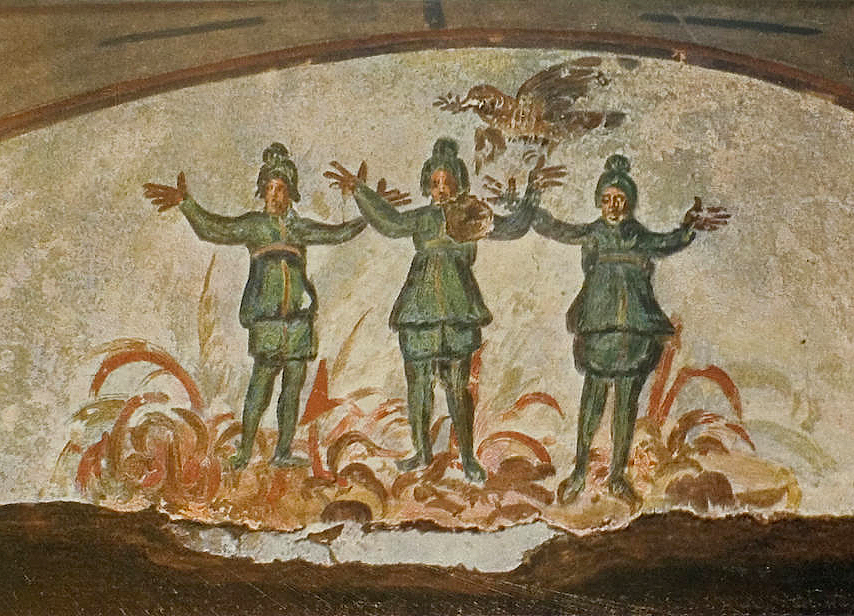
Ananías cremado en el horno junto con otros dos hebreos.Pintura paleocristiana del s.IV d. C., procedente de la Catacumba de Priscila, en Roma, donde se recoge este pasaje del Antiguo Testamento.

Ananías (s. VII a. C.) es un personaje bíblico. Según las referencias aparecidas en la Biblia, Ananías era miembro de la tribu de Judá, cautiva en Babilonia tras la destrucción de Jerusalén a manos de Nabucodonosor II.